# Hallam Cooley
Hallam Cooley (8. veljače 1895. – 20. ožujka 1971.), bio je američki glumac nijemog filma. On se pojavio u 106 filmova između 1913. i 1936. godine.
Rođen je u Brooklynu, New Yorku i umro u Tiburonu, Kalifornija.

## Izabrana filmografija
- Bull's Eye (1917.)
- The Guilty Man (1918.)
- The Deciding Kiss (1918)
- The Brass Bullet (1918)
- Happy Though Married (1919.)
- The Wise Kid (1922.)
- Rose o' the Sea (1922)
- The Monster (1925.)
- Her Wild Oat (1927.)
- Paris Bound (1929.)
- Soup to Nuts (1930.)
- Sporting Blood (1931.)
- Frisco Jenny (1932.)